# It Ends Tonight
It Ends Tonight је трећи сингл групе The All-American Rejects са албума . Супротно њиховом стилу ова песма је балада. Ово је њихов трећи сингл који је доспео у ТОП 20.

## Хронологија
- 28. август 2006. - Видео премијерно приказан у САД на МТВ-јевој емисији ТРЛ (Total Request Live);
- 25. септембар 2006. - Сингл почео да се продаје у  Краљевству;
- 19. октобар 2006. - Песма пуштена у серији "Смолвил".
- 6. фебруар 2007. - Песма пуштена у америчкој сапуници "Сва моја деца";